# Ладонь единорога
«Ладонь единорога» (кит. трад. 麒麟掌, палл. Ци Линь чжан) — гонконгский фильм с боевыми искусствами. В фильме засветился молодой Джеки Чан, а одним из постановщиков боевых сцен выступил Брюс Ли.

## Сюжет
Лун живёт мирной жизнью бродяги. Однажды он знакомится с молодым акробатом и принимает предложение остаться с ним и его матерью в обмен на его услуги в качестве разнорабочего. Тем не менее, мирные дни остаются в воспоминаниях, когда акробат публично оскорбляет одного человека. Этот человек по имени Вон оказывается старшим сыном босса преступной организации. В течение дня Вон заигрывает с девушкой из труппы, но та отвергает его. Позже возникает конфликт, после которого многие члены труппы погибают. Едва живая девушка убегает и находит защиту у Луна и молодого акробата.

## В ролях
| Актёр         | Роль                            |
| ------------- | ------------------------------- |
| Юникорн Чань  | Лун                             |
| Тина Цзинь    | Хун-хун                         |
| Ясуаки Курата | Сунь Тай                        |
| Китти Мэн     | Мяо                             |
| Ман Хой       | Сяо Хуцзы                       |
| Хван Ин Сик   | убийца, работающий на семью Ван |
| Марс          | заикающийся парень              |
| Цзинь Ди      | Ван Дагуань                     |
| Пол Вэй       | Ямамото                         |
| Куань Чинлён  | Судзуки                         |
| Тан Ди        | Ван Тун / «Хромая нога» Ху      |
| Чи Хан Джэ    | Чи Ханьгуан                     |
| Джеки Чан     | хулиган (массовка)              |

## Съёмочная группа
- Кинокомпания: Star Sea Motion Picture Co.
- Исполнительный продюсер: Кхук Хинва
- Режиссёр: Тан Ди
- Ассистенты режиссёра: Эр Фэн, Тоу Маньпо
- Постановщики боевых сцен: Брюс Ли, Юникорн Чань[англ.]
- Оператор: Нгай Хойфун
- Художник: Джонсон Цао
- Композитор: Эдди Ван
- Гримёр: Вэнь Мэйлянь, Ли Цзе
- Монтажёр: Го Тинхун

## Отзывы кинокритиков
Фильм получил негативные отзывы кинокритиков. Дж. Дойл Уоллис с DVD Talk описал кинокартину, как «небрежную и дешёвую». Борис Хохлов с HKCinema.com написал, что в фильме «плохо решительно всё». Джонатан Митчелл с cityonfire.com назвал «Ладонь единорога» «шаблонным фильмом кунг-фу во всех отношениях».